# SV Blau-Weiß Gusenburg
Der Sportverein Blau-Weiß Gusenburg ist ein Sportverein aus der rheinland-pfälzischen Gemeinde Gusenburg.
Er wurde 1946 gegründet. Überregional bekannt wurde er durch seine Frauen-Fußballmannschaft, die von 1996 bis 1998 und in der Saison 2001/02 der Regionalliga Südwest angehörte. 1996 nahm der Verein an der Aufstiegsrunde zur Frauen-Bundesliga teil. In der Saison 2001/02 kassierte sie 102 Gegentreffer, was Ligarekord bedeutete.
Die 1. Herrenmannschaft spielt in der Saison 2010/2011 als Spielgemeinschaft Gusenburg / Grimburg in der Kreisliga B Mosel/ Hochwald.